# Cavo Plezza
Il Cavo Plezza è un canale artificiale che scorre nelle provincie di Novara e di provincia di Pavia. È intitolato a Giacomo Plezza, ministro e promotore di importanti opere in Lomellina.

## Percorso
Il cavo Plezza nasce in provincia di Novara, nel comune di Tornaco; poco a sud funge da confine tra il Piemonte e la Lombardia.
Oltrepassa, tramite un nodo idraulico, il Subdiramatore Mortara e successivamente sfocia nel torrente Arbogna-Erbognone a sud di Mortara.